# Ivana Kobilca

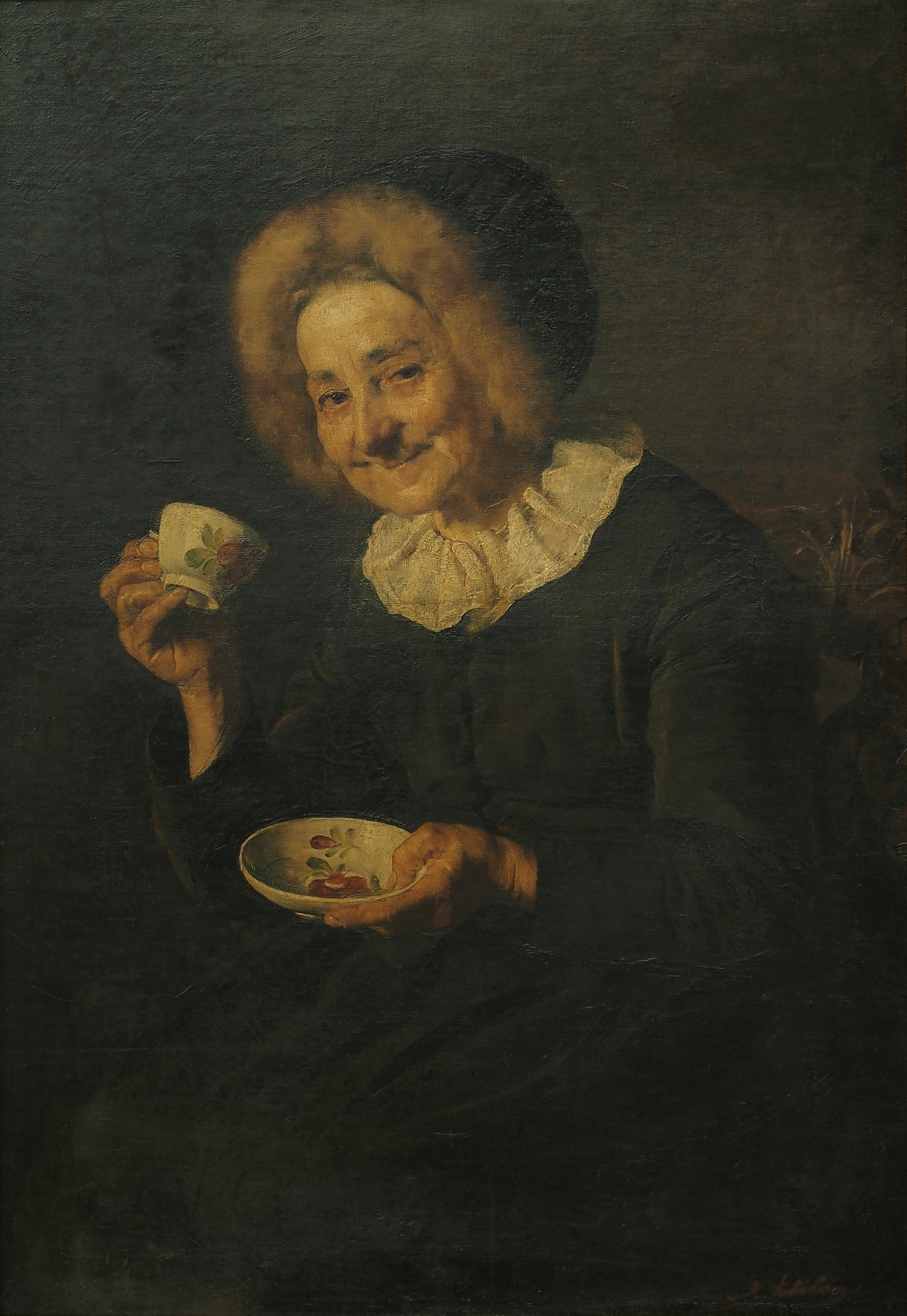
Pijačka kávy, 1888

Ivana Kobilca, též Ivana Kobilcová (20. prosince 1861, Lublaň – 4. prosince 1926, Lublaň) byla slovinská malířka, především portrétistka období realismu.

## Životopis

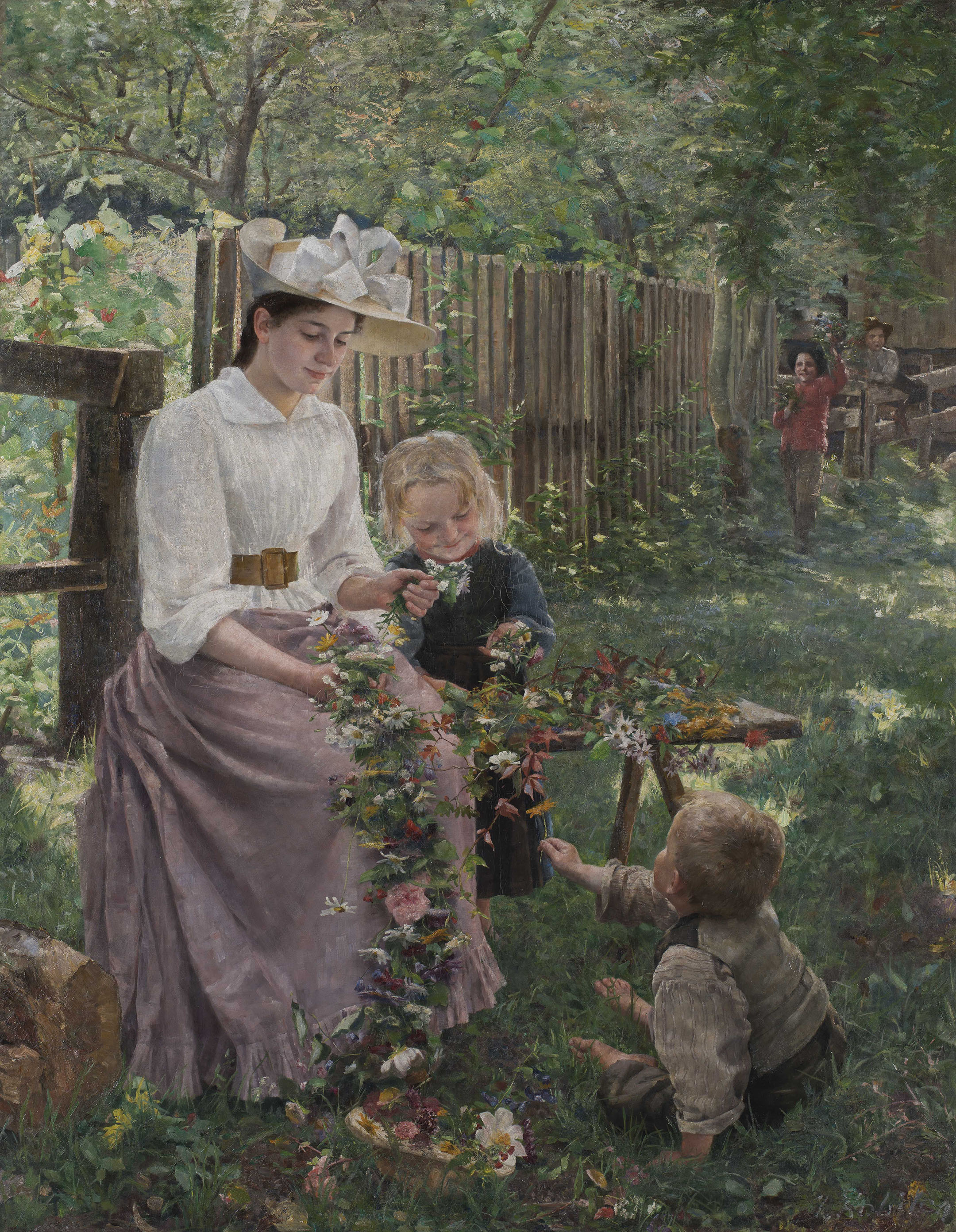
Léto, 1890

Její rodiče pocházeli z podhorské slovinské vesnice Homec v okrese Kamnik, kde se její otec vyučil kožešníkem a později byl deštníkářem. Až do zemětřesení měl v Lublani obchod ve Špitálské ulici, potom na Mestnim trgu č.24. Vytvořil svým pěti dětem dobré finanční zázemí pro jejich studia. Ivana navštěvovala obecnou školu a měšťanskou školu v Lublani u voršilek. Od dětství tíhla k malbě a kreslení. Nejprve studovala malířství v Lublani v soukromé škole malířky Idy Künlové, zároveň se učila italsky a francouzsky. Poté, v letech 1879 až 1880 studovala ve Vídni. V letech 1882 až 1889 studovala v Mnichově soukromě u Aloise Erdtelta, protože nemohla být jako žena přijata na Uměleckoprůmyslovou školu; stýkala se mj. s Käthe Kollwitzovou a přátelila se s dvěma malířkami, Němkou Marií Slavonou a Rakušankou Rosou Pfäffinger. Později kratší čas pobývala v pařížské škole Henriho Gervexe.. V té době třikrát vystavovala na pařížském Salónu krásných umění. Své obazy tehdy prodávala prostřednictvím dánsko-německého malíře, obchodníka a hochštaplera Willy Gretora, do kterého se zamilovala a se kterým žila své období pařížské bohémy stejně jako Marie Slavona a Rosa Pfäffinger (a společně s nimi). Roku 1894 odjela na čtyři měsíce do Florencie. Od roku 1897 žila v Sarajevu, roku 1906 krátce vyučovala kreslení v dívčí škole v Lublani, odkud téhož roku odjela a až do roku 1914 bydlela v Berlíně. Pak až do své smrti žila v Lublani.
Poprvé vystavovala ve vídeňském Künstlerhausu v roce 1888. První samostatnou výstavu měla o rok později v budově polytechnické reálky v  Lublani. Vystavovala také na skupinových výstavách v Berlíně, Paříži, Drážďanech, Praze a v Budapešti.. V Praze to byla 57. výroční výstava Krasoumné jednoty, konaná roku 1896, na které se objevil jeden portrét ze soukromého majetku. První posmrtná výstava jejích děl byla otevřena v květnu 1928 v Jakopičevu pavilonu v Lublani, druhá roku 1979.

## Dílo
V její tvorbě lze vysledovat dvě etapy. V prvním období mnichovských studií (1882 až 1899) obdivovala portréty starých nizozemských mistrů 17. století, typicky rembrandtovským obrazem této etapy je Pijačka kávy. Ve druhém období pařížském (1890 až 1897) Kobilcová objevila význam denního světla, impresionisty a plenér. Prvním a zároveň zásadním dílem tohoto období je obraz Léto, na němž velkoměstská dáma v módním kostýmu přijela na venkov a vije dětem věnce z lučního kvítí. Po celou dobu své činnosti Kobilca zůstala bytostnou realistkou.
Její dílo zahrnuje více než tři sta padesát prací, především portrétních polofigur nebo žánrových figur v životní velikosti, vytvořených technikou olejomalby nebo pastelem, a dále zátiší s květinami. Podstatná část její tvorby je v majetku Slovinské Národní galerie v Lublani.. Roku 1903 na žádost primátora Ivana Hribara vytvořila pro společenský sál lublaňské radnice alegorický obraz Slovinsko uctívá Lublaň, který současníci přijali velmi kriticky.
Kobilca byla nejvýznamnější slovinskou malířkou z přelomu éry Rakousko-Uherska a počátků svobodné Jugoslávie, a symbolem ženské emancipace umělecké tvorby. Roku 2018 proběhla v Národní galerii Slovinska v Lublani monografická výstava k jejímu jubileu, při níž bylo konstatováno, že kolem sto čtyřiceti obrazů této pilné malířky je dosud nezvěstných.

### Výběr obrazů
- Kofetarica (Pijačka kávy), olejomalba, 1888, NGS Lublaň
- Chlapec v námořnickém oblečku, olejomalba
- Citrarica (Hráčka na citeru), olejomalba,
- Likarice (Kovářky) 1891
- Holandsko dekle (holandské děvče)
- Portret sestre Fani (Portrét sestry Fani), olejomalba, 1889
- Poletje (Léto), olej, 1889–1890; NGS Lublaň
- Pařížanka v bílém boa, čtoucí dopis, olejomalba, 1891–92; NGS Lublaň[5]
- Vedeževalka (Venkovské dívky v lese), olejomalba, 1893
- Druhý autoportrét, olejomalba, 1895
- Portrét starého vojenského dezertéra, olejomalba, 1896, SNG Lublaň
- Třetí autoportrét/ v bílém; pastel, 1910, NGS Lublaň
- Portrét Miry Pintarové, olejomalba, 1913, NGS Lublaň

### Bankovka
V červnu 1993 se její portrét objevil na slovinské bankovce v hodnotě 5000 tolarů. Oběh bankovky skončil v důsledku zavedení eura v lednu 2007.